# علي بن أحمد المهائمي
المخدوم علي بن أحمد المَهائمي (1374 - 1432) عالم مسلم وصوفي هندي. ولد في مهائم من بنادر الدكن من عائلة تنحدر من أصول عربية. هو من فقهاء الشافعية ومتصوف مسلم ومتكلم ومفسر كان يقول بوحدة الوجود. له مؤلفات عديدة وشروح وحواش منها تبصير الرحمن وتيسير المنّان بعض ما يشير إلى إعجاز القرآن ورسالة في تفسير آلم وأدلة التوحيد ومشرع الخصوص إلى معاني النصوص. توفي في مسقط رأسه ودفن بها.

## سيرته

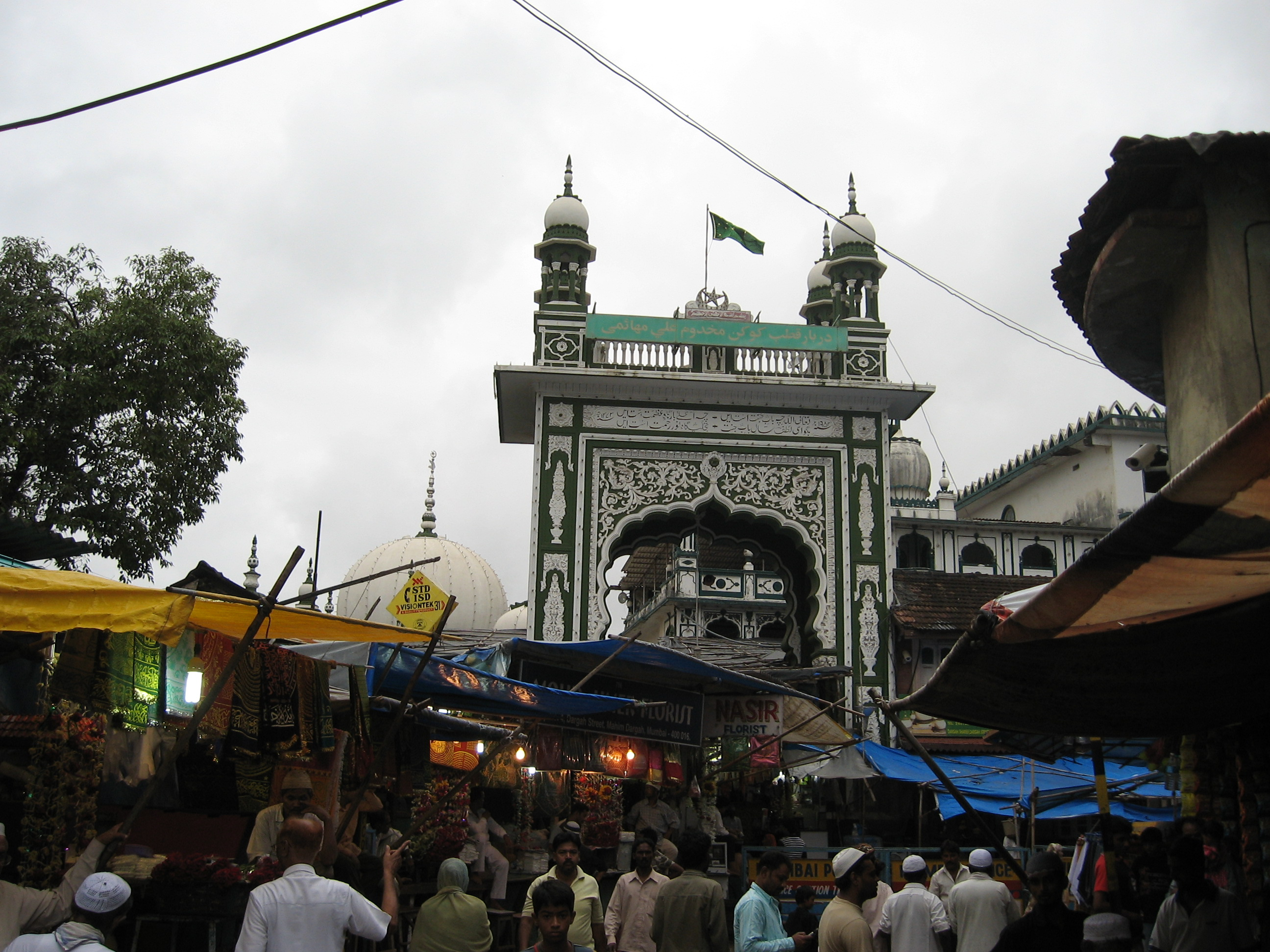
مراز المهائمي (ماهيمي درقاعة) في مومباي، الهند كما صورت في سبتمبر 2008.

هو علاء الدين علي بن أحمد بن إبراهيم بن إسماعيل المَهائمي الهندي (أو المهمائمي)، أبو الحسن، الملقب بالـمخدوم، ولد في مهائم من بنادر كوكن وهي ناحية من الدكن بالهند (مومباي حاليا)، مجاورة للبحر المحيط، سنة 776 هـ/ 1374 م وهو من النوائت، قوم في بلاد الدكن، قال الطبري :«طائفة من قريش، خرجوا من المدينة خوفاً من الحجاج بن يوسف، فبلغوا ساحل بحر الهند وسكنوا به.» 
 هو من فقهاء الشافعية وله مؤلفات وحواش وكان أول عالم هندي يكتب التفسير على القرآن. توفي سنة 835 هـ/ 1432 م في مسقط رأسه ودفن بها وقبره يزار وهو درقاعة (ضريح/مزار) للمسلمين في الهند ويحظى بالوقار من قبل المسلمين والهندوس في بومباي، حيث قبره يزار من قبل جميع الطوائف الإسلامية باحترام كبير فيها.

## مؤلفاته
- تبصير الرحمن وتيسير المنّان بعض ما يشير إلى إعجاز القرآن، طبع، مجلدان.
- رسالة في تفسير آلم.
- التفسير الرحماني
- الزوارف في شرح عوارف المعارف للشهاب السهرودي
- شرح النصوص للشيخ صدر الدين القونوي
- أدلة التوحيد
- أدلة التأبيد شرح أدلة التوحيد
- خصوص النعم في شرح فصوص الحكم
- مشرع الخصوص إلى معاني النصوص
- إراءة الدقائق في شرح مرآة الحقائق